# Prêmio Eckert–Mauchly
O Prêmio Eckert–Mauchly (em inglês:  Eckert–Mauchly Award) é destinado ao reconhecimento de contribuições a sistemas digitais e arquitetura de computadores. Concedido a primeira vez em 1979, é denominado em memória de John Presper Eckert e John Mauchly, que entre 1943 e 1946 colaboraram no projeto e construção do primeiro computador eletrônico de larga escala, conhecido como ENIAC (Electronic Numerical Integrator and Computer). Um certificado e $5.000 são concedidos conjuntamente pela Association for Computing Machinery e IEEE Computer Society.

## Laureados
- 1979 Robert Stanley Barton
- 1980 Maurice Vincent Wilkes
- 1981 Wesley Allison Clark
- 1982 Gordon Bell
- 1983 Tom Kilburn
- 1984 Jack Dennis
- 1985 John Cocke
- 1986 Harvey G. Cragon
- 1987 Gene Amdahl
- 1988 Daniel Siewiorek
- 1989 Seymour Cray
- 1990 Ken Batcher
- 1991 Burton Smith
- 1992 Michael J. Flynn
- 1993 David Kuck
- 1994 James E. Thornton
- 1995 John Crawford
- 1996 Yale Patt
- 1997 Robert Tomasulo
- 1998 Tadashi Watanabe
- 1999 James E. Smith
- 2000 Edward Davidson
- 2001 John LeRoy Hennessy
- 2002 Bob Rau
- 2003 Josh Fisher
- 2004 Fred Brooks
- 2005 Robert Colwell
- 2006 James Herbert Pomerene
- 2007 Mateo Valero
- 2008 David A. Patterson
- 2009 Joel Emer
- 2010 Bill Dally
- 2011 Gurindar S. Sohi
- 2012 Algirdas Antanas Avižienis
- 2013 James R. Goodman
- 2014 Trevor Mudge
- 2015 Norman Jouppi
- 2016 Uri C. Weiser
- 2017 Charles Thacker (póstuma)
- 2018 Susan Eggers
- 2019 Mark D. Hill